# Пандульф V (князь Капуанський)
Пандульф V — граф Теано, князь Капуанський (1022–1026), очевидно мав якесь відношення до лангобардської династії, що правила в Капуї.
До 1022 Капуанським князівством правив Пандульф IV. У 1018 візантійський катепан Василій Боіоанн (грец. Βοϊωάννης, лат. Boioannes) переміг лангобардську армію та її нормандських союзників в Битві біля Канн. Завдяки цій перемозі лангобардські князі були змушені присягнути на вірність Візантії, зрадивши імператора Священної Римської імперії. Серед цих князів Пандульф IV був найбільш запопадливим до візантійців. Тому загін під керівництвом архиєпископа Кельнського Пілігрима обложив Капую. У 1022 Пандульфа IV було захоплено в полон і вивезено до Німеччини. Новим князем Капуанським став Пандульф V, граф Теано. Пандульфа IV у ланцюгах було привезено до імператора Генріха II. Пандульф IV пробув у в'язниці два роки.
Імператор Конрад II звільнив його в 1024 році на прохання князя Салернського Гваймара III, який шукав нового союзника. Пандульф IV, Гваймар і нормандський авантюрист Райнульф Дренго обложили Капую в 1025. Пізніше до них приєднався візантієць Боіоанн з могутнім військом. У 1026, після 18 місяців облоги, Капуя впала, Пандульф IV відновив свою владу в князівстві. Пандульф V утік до Риму, де помер через кілька років.